# Puegnago sul Garda
Puegnago sul Garda is een gemeente in de Italiaanse provincie Brescia (regio Lombardije) en telt 2956 inwoners (31-12-2004). De oppervlakte bedraagt 10,9 km², de bevolkingsdichtheid is 278 inwoners per km².

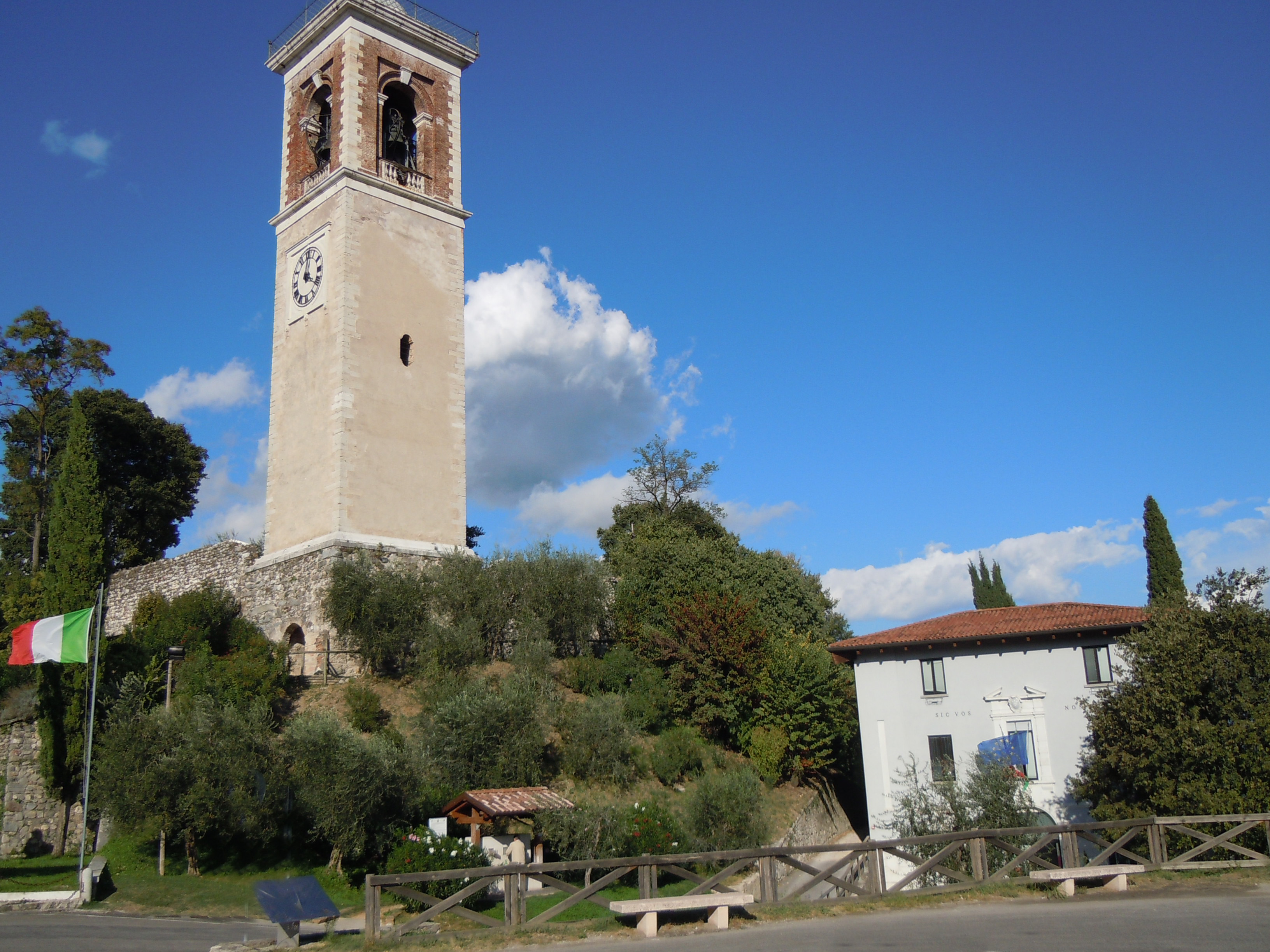
Toren en gemeentehuis
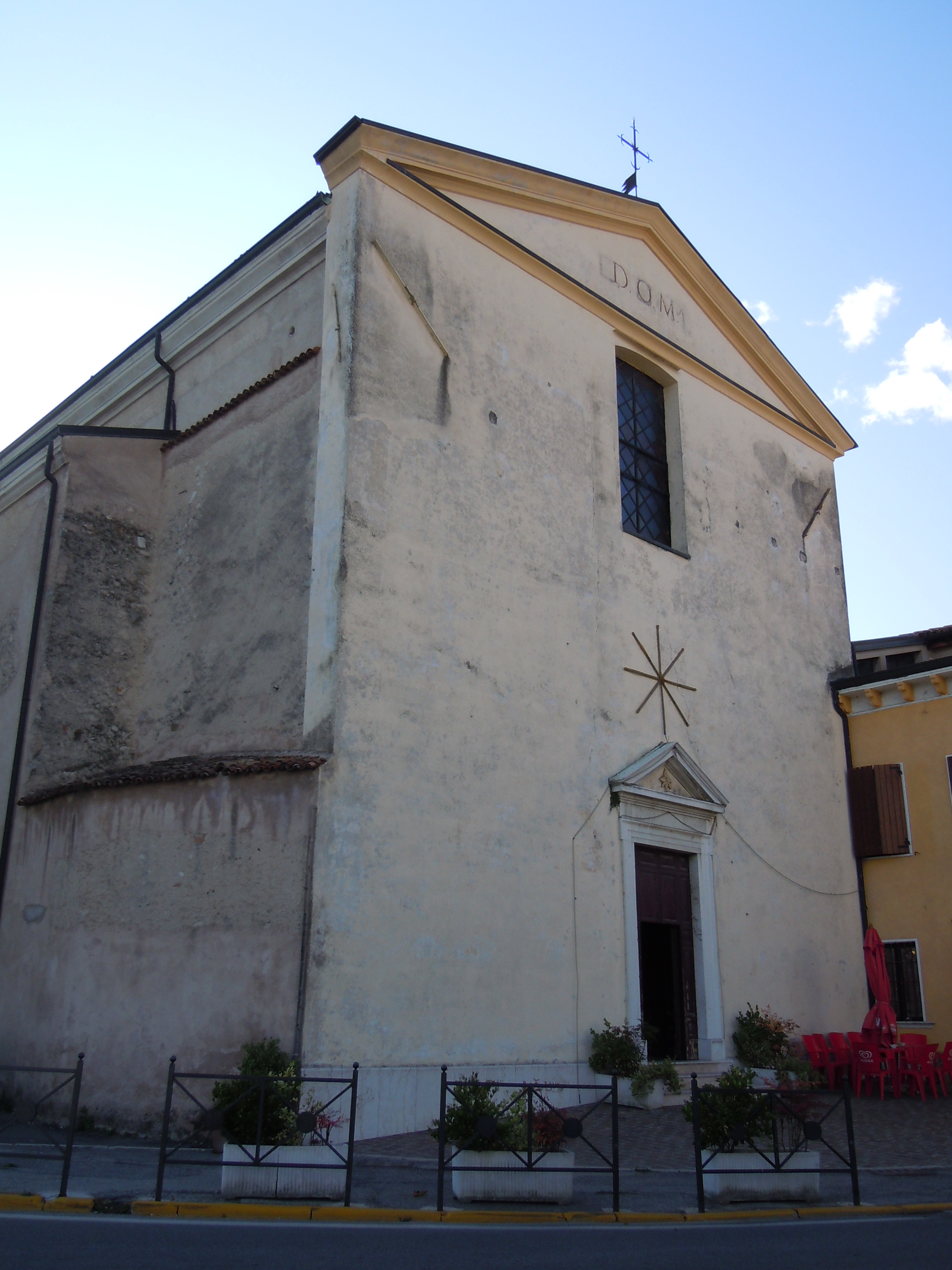
Parochiekerk

## Demografie
Puegnago sul Garda telt ongeveer 1146 huishoudens. Het aantal inwoners steeg in de periode 1991-2001 met 34,5% volgens cijfers uit de tienjaarlijkse volkstellingen van ISTAT.
| Jaar | Inwoneraantal |
| ---- | ------------- |
| 1991 | 2064          |
| 2001 | 2776          |

## Geografie
Puegnago sul Garda grenst aan de volgende gemeenten: Gavardo, Manerba del Garda, Muscoline, Polpenazze del Garda, Salò, San Felice del Benaco.